# Aeroporto di Erevan
L'Aeroporto di Erevan (IATA: EVN, ICAO: UDYZ) (in armeno Զվարթնոց Միջազգային Օդակայան, traslitterato "Zvart’nots’ mijazgayin odakayan"), noto con il nome commerciale di Aeroporto Internazionale Zvartnots, è il principale scalo dell'Armenia.
Si trova alla periferia del comune di Parakar, a 10 km a ovest di Yerevan, sulla strada verso Vagharshapat. Il nome fa riferimento al vicino sito di Zvartnots, dichiarato dall'UNESCO Patrimonio dell'umanità.

## Storia

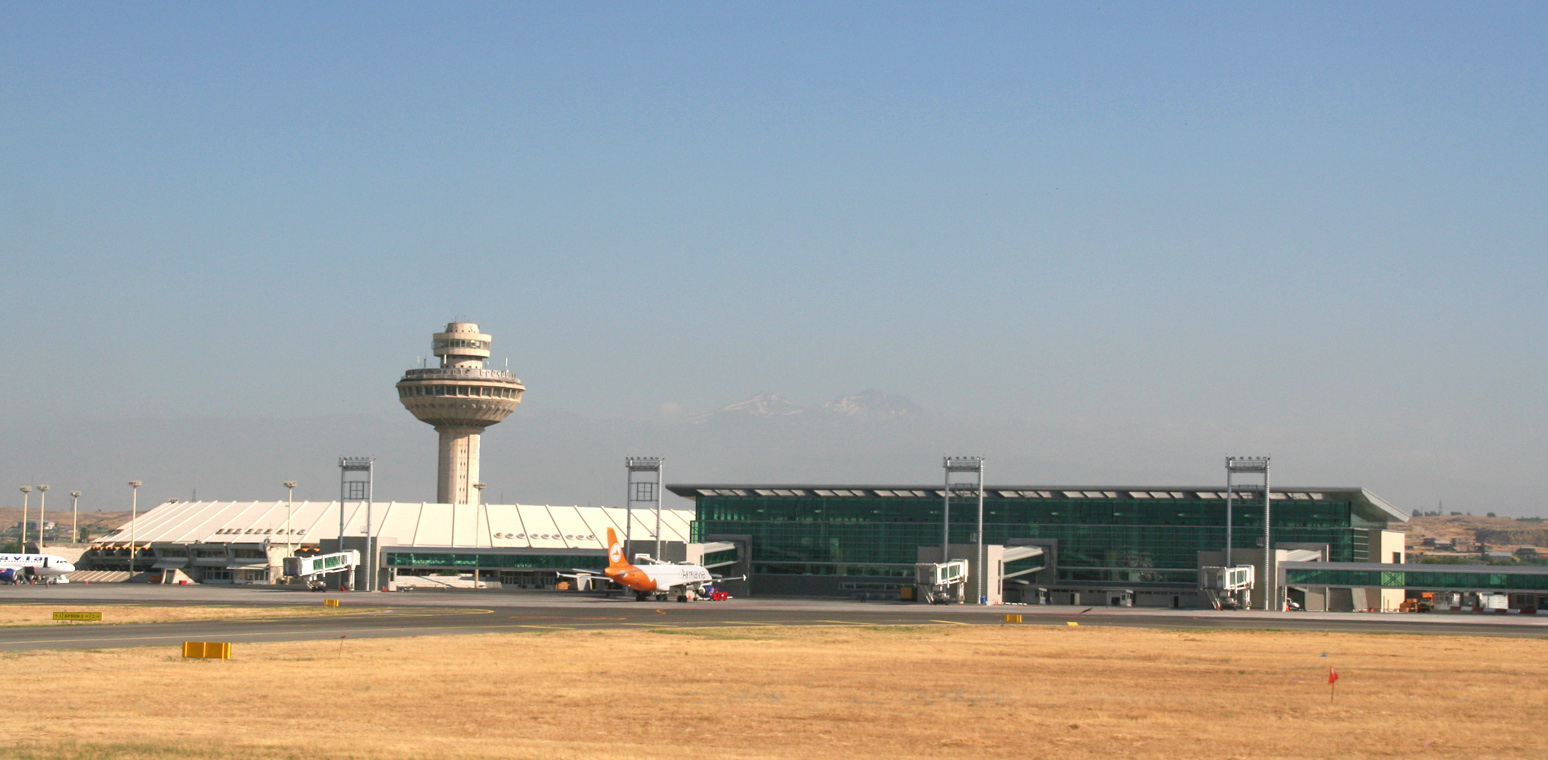
Vista dalle piste

L'aeroporto, inaugurato nel 1961, fu ristrutturato nel 1970 su progetto di M. Khachikyan, A. Tarkhanyan, S. Qalashyan, L. Cherkezyan and M. Baghdasaryan, che ne riqualificarono il primo terminal. La struttura aeroportuale fu rinnovata anche negli anni 1980 con l'apertura di un nuovo terminal, così di rispondere alle sempre più crescenti esigenze di traffico domestico all'interno dell'Unione Sovietica.
Una volta conseguita l'indipendenza armena dall'Unione Sovietica negli anni 1990, la crescita del volume di spedizioni merci portò alla costruzione di un nuovo terminal merci nel 1998 in grado di movimentale circa 100.000 tonnellate di merci annue. Nel 2001 è stato stipulato un accordo di concessione trentennale per la gestione delle operazioni in aeroporto con l'Armenia International Airports CJSC, di proprietà della società argentina Corporación America, a sua volta proprietà dell'imprenditore argentino armeno Eduardo Eurnekian. Nell'ambito di tale accordo, l'Armenia International Airports CJSC ha rinnovato la pista, le principali vie di rullaggio e la rampa. Nel 2006 sono stati aperti un nuovo padiglione per gli arrivi, seguito da un nuovo terminal partenze e da un parcheggio con una capacità di un migliaio veicoli. Il 30 gennaio 2013, l'aeroporto di Zvartnots è stato nominato «Best Airport In The CIS» durante gli EMAA (Emerging Markets Airports Award) tenutisi a Dubai, negli Emirati Arabi Uniti.

## Descrizione
L'aeroporto è in grado di accettare un ampio parco velivoli, Antonov An-225, Boeing 747-400 e Airbus A380 inclusi. La pista 09 è dotata di un ILS CAT II, che consente agli aeromobili operazioni a soffitto basso (30 metri) e ampia visibilità (350 metri).
L'aeroporto internazionale di Zvartnots ha recentemente implementato un nuovo sistema di visualizzazione di informazioni sui voli (FIDS), nonché un nuovo sistema automatizzato di identificazione biometrica per il check-in dei bagagli e il controllo dei passeggeri, oltre che l'installazione di ben centocinquanta telecamere di sorveglianza nei vari spazi di pertinenza aeroportuale. L'accesso all'area di imbarco è altamente protetto, tramite tre passaggi, un pre-controllo (impronte digitali e carta d'imbarco), un controllo passaporti e il controllo a raggi X.

## Dati di traffico
| Anno                                   | 2005      | 2006      | 2007      | 2008      | 2009      | 2010      | 2011      | 2012      | 2013      | 2014      | 2015      | 2016      | 2017      |
| -------------------------------------- | --------- | --------- | --------- | --------- | --------- | --------- | --------- | --------- | --------- | --------- | --------- | --------- | --------- |
| Traffico totale passeggeri             | 1,111,400 | 1,125,698 | 1,387,002 | 1,480,000 | 1,447,397 | 1,612,016 | 1,600,891 | 1,691,815 | 1,691,710 | 2,045,058 | 1,879,667 | 2,105,540 | 2,448,250 |
| Passeggeri in partenza                 | 546,000   | 562,825   | 698,614   | 751,310   | 729,835   | 816,866   | 807,953   | 845,700   | 830,000   | 1,019,765 | 944,373   | 1,048,153 | 1,218,340 |
| Passeggeri in arrivo                   | 547,400   | 562,873   | 688,388   | 628,690   | 717,562   | 795,150   | 792,944   | 846,115   | 861,710   | 1,025,293 | 935,294   | 1,057,387 | 1,229,910 |
| Merci totali (tonnellate)              | 9,119     | 9,276     | 10,004    | 10,774    | 8,400     | 8,800     | 10,014    | 12,251    | 10,361    | 10,345    | 10,123    | 18,269    | 22,324    |
| Merci esportate (tonnellate)           | 3,701     | 4,080     | 3,515     | 4,000     | 3,100     | 3,300     | 4,741     | 6,687     | 6,109     | 6,450     | 6,607     | 13,784    | 16,983    |
| Merci importate (tonnellate)           | 5,418     | 5,196     | 6,489     | 6,700     | 5,200     | 5,500     | 5,273     | 5,564     | 4,252     | 3,895     | 3,516     | 4,485     | 5,341     |
| Movimenti velivoli (partenze e arrivi) | 6,897     | 6,746     | 7,953     | 8,624     | 8,699     | 9,783     | 9,858     | 10,392    | 8,721     | 10,409    | 9,012     | 9,266     | 10,621    |